# Walter Stengel
Walter Stengel (* 24. August 1882 in Marburg an der Lahn; † 11. August 1960 in Berlin) war ein deutscher Kunst- und Kulturhistoriker. Von 1925 bis 1952 war er Direktor des Märkischen Museums in Berlin.

## Leben

### Herkunft und frühe Jahre
Walter Stengel entstammte einer Gelehrtenfamilie. Sein Vater Edmund war Universitätsprofessor an der Universität Marburg. Der Vater, später in Greifswald Professor, vertrat von 1907 bis 1911 als Abgeordneter des Wahlkreises Rügen die Freisinnige Volkspartei im Deutschen Reichstag und war Redakteur der Zeitschrift des Vereins zur Abwehr des Antisemitismus. Sein älterer Bruder war der Historiker Edmund Ernst Stengel.
Nach dem Abitur in Greifswald studierte Stengel Kunstgeschichte in München und Berlin, wo eine lebenslange Freundschaft mit Max Sauerlandt begann. Sein Studium schloss er 1903 mit einer Promotion bei Heinrich Wölfflin in Berlin ab. Bis 1906 folgte ein Volontariat an der Nationalgalerie unter Hugo von Tschudi, der ihn zur Vorbereitung der Jahrhundertausstellung deutscher Kunst heranzog. Im Kreis um die Gebrüder Bruno und Paul Cassirer und Max Liebermann nahm Stengel in ersten Veröffentlichungen in der Zeitschrift Kunst und Künstler an der Auseinandersetzung um die Moderne Kunst im spätwilhelminischen Berlin teil. Inzwischen hatte ein nur wenige Monate dauerndes Volontariat im Jahre 1905 am Hamburger Museum für Kunst und Gewerbe Stengel mit dem Fachgebiet Kulturgeschichte bekannt gemacht, dem er sein weiteres Leben widmen sollte. Der Museumsdirektor Justus Brinckmann war Begründer dieses Wissenschaftszweiges, der Fragen nach der Entstehung und der geistesgeschichtlichen Bedeutung kunstgewerblicher Produktion vor dem Hintergrund des Wandels kultureller Ideale und Lebensstile stellte.

### Kustos am Germanischen Nationalmuseum
Zunächst am Historischen Museum Dresden beschäftigt, wurde Stengel im Sommer 1907 erst Assistent, dann Kustos am Germanischen Nationalmuseum in Nürnberg. Im Jahre 1910 übernahm er die Leitung des Kupferstichkabinettes. Es folgten jahrelange Auseinandersetzungen mit der Museumsleitung und der Stadt Nürnberg um den Erwerb und die Präsentation von Exponaten zeitgenössischen Kunstschaffens und der durch die Jahrhundertausstellung wiederentdeckten Romantik. Unterstützt von Alfred Lichtwark, Karl Scheffler und der mit dem Erlanger Philosophen Helmuth Plessner gegründeten Kunsthistorischen Gesellschaft trug Stengel die Kontroverse in die deutsche Öffentlichkeit. Ein Streit um die Neugliederung der Sammlungen infolge des Neubaus des Museums durch German Bestelmeyer führte im Oktober 1919 zur Entlassung Stengels aus dem Nationalmuseum.
Neben seiner Publikationstätigkeit für den Deutschen Museumsbund und die museologische Zeitschrift Museumskunde bewirtschaftete Stengel aus Existenzgründen in den folgenden Jahren einen Bauernhof bei Deggendorf. Erst Ende 1925 gelang ihm der Wiedereinstieg in den Beruf: Auf Empfehlung Max Liebermanns berief die Stadt Berlin Stengel zum Nachfolger des ausscheidenden Direktors des Märkischen Museums, Otto Pniower.

### Direktor des Märkischen Museums in Berlin

#### Im Berlin der Weimarer Republik
Das 1874 gegründete „Märkische Provinzial-Museum“ war vom Stadtrat Ernst Friedel als Heimatmuseum für die Provinz Brandenburg konzipiert worden. Seine Sammlungen galten neben der Geschichte Berlins auch der Ur- und Frühgeschichte und der Naturkunde der gesamten Provinz. Sie enthielten daher neben Antiquitäten auch Exponate geologischer und zoologischer Art mit Tierpräparaten und Fossilien. Das Museum hatte nach zehnjähriger Bauzeit erst im Jahre 1908 ein eigenes Haus erhalten. Das von Ludwig Hoffmann errichtete, ausschließlich tagesbelichtete Haus ließ wegen des stilepochenbezogenen Raumkonzeptes kaum eine Veränderung des vorhandenen Ausstellungsprogramms und damit keine Modernisierung zu. Unter der Leitung Pniowers, der Germanist und Goetheforscher war, hatte das Museum inzwischen einen etwas familiären Charakter angenommen und galt als Rumpelkammer.
Innerhalb weniger Jahre machte Stengel das Museum zu einem angesehenen Bestandteil der lebendigen Berliner Kulturszene. Auftakt war die Sonderausstellung Berlin von oben. Durch die erstmalige Öffnung des Turms, den er mit Teleskopen bestückte, kündigte Stengel sein neuartiges Konzepts des Museums als Erkundungsposten für die städtische Gegenwart an. Die Spielzeugausstellung von 1927/28 erregte Aufsehen über Berlin hinaus. Eine Ausstellung zu Ehren des 70. Geburtstags Heinrich Zilles führte im Januar 1928, wohl erstmals in Deutschland, mehrmals zur Schließung eines Museums wegen Überfüllung. Stengel hatte das Interesse des proletarischen Berlins für Museumsbesuche geweckt.
Stengels lang gehegten Wunsch, das im Besitz Berlins befindliche Ermelerhaus als Zweigstelle und Ausstellungsgebäude zu übernehmen, erfüllte der neue Oberbürgermeister Heinrich Sahm bei seinem Amtsantritt im April 1931. Das Ermelerhaus eröffnete im Oktober 1932 mit einer Gemäldeausstellung, in der Werke von Käthe Kollwitz und Ernst Barlach und ab März 1933 die Kunstsammlung Alfred Cassirers (1875–1932) gezeigt wurden. Zeugnisse, zumeist aus der unmittelbaren Umgebung des Hauses in der Breiten Straße, stellten in speziell gestalteten Räumen die Berliner Kulturgeschichte des 18. Jahrhunderts, das Biedermeier, den Historismus, den Jugendstil und die Neue Sachlichkeit als Gegenwartsstil in bildender Kunst und Wohnen dar. Die Räume der ausgedehnten Fabrikgebäude im hinteren Grundstücksteil zeigten ab 1935 die Welt des Kindes und die Welt der Hausfrau.
Durch die Belebung des Vereins der Freunde des Märkischen Museums gelang Stengel die Vernetzung von mäzenatisch auftretenden Mitgliedern der Berliner Gesellschaft und prominenter Gelehrter mit der öffentlichen Selbstdarstellung Berlins. Zu den Unterstützern Stengels und seiner Sammeltätigkeit gehörten auch Mitglieder altadliger Familien der Mark Brandenburg. Im Jahre 1932 führte seine persönliche Bekanntschaft mit Wilhelm Graf zu Lynar zur Einrichtung eines Familienmuseums der Lynars im Schloss Lübbenau. In Berlin war der jeweilige Oberbürgermeister in Personalunion auch Vorsitzender des Museumsvereins und damit nicht nur Stengels Dienstvorgesetzter, sondern zugleich sein Verbündeter innerhalb der Berliner Verwaltung bei der Planung, Durchsetzung und Finanzierung des Museums- und Ausstellungsbetriebes.

#### Im nationalsozialistischen Berlin
Die Präsentation der Sammlung Cassirer in den Tagen der Machtübernahme Hitlers im März 1933 mit „altbürgerlichen Urberlinern, Judenschaft und gräflichem Adel“ erschien nach dem Zeugnis Max Sauerlandts „ganz zeitverloren“, doch schon wenig später konnte sich Stengel einer Einbindung des Museums in die nationalsozialistische Kulturpolitik, besonders hinsichtlich der Selbstdarstellung Berlins, nicht mehr entziehen. Stengel blieb auch nach der Gleichschaltung des Berliner Kulturlebens und der Entmachtung Sahms durch die Ernennung des NSDAP-Funktionärs Julius Lippert, zunächst zum Staatskommissar für Berlin und ab 1937 zum Oberbürgermeister, eine Person des öffentlichen Lebens. Sein Biograf Winkler beschreibt Stengel als Funktionsträger, der zur Anpassung bereit war, wenn er damit dem Museum dienen konnte. Unter den von Stengel nach 1933 für das Museum im Kunsthandel gemachten Erwerbungen befinden sich auch restitutionsbelastete.
In der aus Anlass des 100. Todestags Wilhelm von Humboldts veranstalteten Ausstellung vermittelte Stengel 1935 im Märkischen Museum ein nicht der NS-Propaganda entsprechendes Bild Humboldts und die erweiterte Ausstellung im Ermelerhaus blieb inhaltlich „von nationalsozialistischem Gedankengut frei“. Dass Stengel in den von ihm geschätzten Kreisen sein Ansehen nicht eingebüßt hatte, erweist die treuhänderische Überlassung des Porträts Walther Rathenaus von Edvard Munch durch Rathenaus Nachfahren an das Märkische Museum.
Im Jahr 1937 übernahm Stengel mit dem neugeschaffenen Amt des „Staatlichen Museumspflegers für Berlin“ auch die Aufsicht über die Heimatmuseen der Berliner Bezirke.
Durch den Einbau geborgener Teile abgerissener Bauten hatte Stengel das Ermelerhaus zu einer Schaustätte der Architektur und Innenraumgestaltung Altberlins gemacht. Im Sommer 1938 fand vor dessen Eigentümerin, der Stadt Berlin, eine Auseinandersetzung zwischen Stengel als Museumsdirektor und Max Feist, dem jüdischen Mieter des Zigarrengeschäfts im Ermelerhaus, statt. Das vom Eingangsbereich des Museums aus zu betretende Ladengeschäft war mehrmals Ziel antisemitisch motivierter Vandalismusakte geworden, die Stengel um die Unversehrtheit des gesamten Gebäudes fürchten ließen. Ob es in der Auseinandersetzung um die Beendigung des Mietverhältnisses oder um das Eigentumsrecht an der kulturhistorisch wertvollen Ladeneinrichtung bei Aufgabe des Geschäfts ging, lässt sich aus der lückenhaften Überlieferung nicht feststellen. Resultat war Ende August 1938 die Geschäftsaufgabe Feists, verbunden mit der Übernahme der Ladeneinrichtung durch das Museum.
Der ständig angewachsene Bestand des Museums und die durch Hoffmann vorgegebenen unüberwindbaren Einschränkungen seiner Präsentation im Stammhaus veranlassten Stengel, gegenüber der städtischen Verwaltung auf eine Vergrößerung seines Hauses zu dringen. Während der Feierlichkeiten zur 700-Jahr-Feier Berlins im Sommer 1937 erreichte Stengel von Lippert die Bewilligung eines ergänzenden, großen Neubaus. Er sollte entlang der Wallstraße entstehen und durch Arkaden um den Köllnischen Park mit dem Altbau verbunden werden. Die Planungen waren abgeschlossen, als der Ausbruch des Zweiten Weltkriegs ihre Verwirklichung verhinderte.
Bereits in der Krise des Sommers 1939 begann auf Anordnung Stengels, der dem amtlichen Mythos, kein feindliches Flugzeug würde bis Berlin kommen, nicht traute, die Auslagerung von Museumsgut. Dies betraf auch die Abschrift von Quittungen in den Schatullrechnungen Friedrichs des Großen im ehemaligen Königlichen Hausarchiv in Charlottenburg, die Stengel als Material für seine kunstgeschichtlichen Forschungen sichern wollte. Bei Kriegsausbruch schloss er am 2. September 1939 unter Hinweis auf das am Ufer der Spree massiv hochragende Gebäude, das dem Berliner Luftverkehr als Orientierungspunkt diente, das Museum. 
Verstärkt forschte Stengel nun zur Berliner Kulturgeschichte und gab weiterhin die Jahresbände Neue Erwerbungen des Märkischen Museums heraus. In der letzten Ausgabe vom Frühjahr 1941 berichtete er von einer „einmaligen Rettungsaktion“, durch die eine „Fülle“ von Silbergegenständen als „Studienmaterial“ dem Museum zugekommen sei. Im Februar 1939 hatten die deutschen Juden in Anwendung der Verordnung über die Anmeldung des Vermögens von Juden ihren Besitz an Gegenständen aus Gold, Silber und Platin sowie ihre Juwelen und Perlen zwangsweise an die städtischen Pfandhäuser weit unter Wert verkaufen müssen. Die Verordnung ergänzte als Ausplünderungsaktion ein Bündel von Verfolgungsmaßnahmen, mit denen deutsche Juden nach dem Novemberpogrom von 1938 zur Auswanderung genötigt werden sollten. Das Silber sollte, von wenigen Ausnahmen abgesehen, zugunsten der deutschen Staatskasse eingeschmolzen werden. In Berlin gelang es Stengel, eine Ausnahmegenehmigung zu erwirken und bis 1941 rund 5000 Silbergegenstände des Judensilbers von den Pfandhäusern und einer zentralen Sammelstelle in Berlin für das Museum zu erwerben und damit vor dem Einschmelzen zu retten. Die Erwerbungen inventarisierte das Museum in einem gesonderten Verzeichnis. Der wissenschaftlichen Darstellung der Berliner Goldschmiedekunst konnte die kriegsbedingt ausgelagerte Studiensammlung nicht dienen, weil sie, bis auf wenige Reste, noch 1945 verschwand. Sie hatte sich bei Kriegsende mit hoher Wahrscheinlichkeit im Gewahrsam der Roten Armee befunden.
Als sich im April 1940 infolge einer freiwilligen „Metallspende des deutschen Volkes“ große Mengen Edel- und Buntmetall aus Privatbesitz in Berliner Sammelstellen stapelten, durfte ein Vertreter des Museums zwar einzelne Stücke kennzeichnen, jedoch konnte das Museum sie diesmal nicht vor dem Einschmelzen bewahren.
Während der Endphase des Krieges beanspruchten Stengel zunehmend die immer wieder erforderlichen Verlagerungen des Museumsguts und die Schadensbegrenzung am teilzerstörten Gebäude des Märkischen Museums.

#### In der Viersektorenstadt Berlin
Das Museum befand sich seit dem Sommer 1945 im Sowjetischen Sektor von Berlin. In der Sowjetischen Besatzungszone und infolge der Spaltung der Stadt 1948/49 auch im Ostsektor Berlins prägten geschichtspolitisch bedingter Zerstörungsdrang, verbunden mit Hunger nach wieder verwendbaren Baustoffen und Buntmetall, den Umgang mit den kulturhistorischen Überresten der vergangenen Epochen. Stengel engagierte sich bei der Bergung von Kunstgegenständen, Plastiken und Inneneinrichtungen der von Kriegsschäden, Abrissen und Umbauten betroffenen Schlösser und Herrensitze „auf dem großen Schlachtfeld des Vandalismus“, zu dem die Mark Brandenburg nun geworden war.
In Berlin nahmen ihn zunächst Sicherung und Reparatur des Museumsgebäudes am Märkischen Ufer ganz in Anspruch. Raumnot und die schon ältere Konkurrenz zu den Museen für Naturkunde und für Vor- und Frühgeschichte, eigene Initiative und ein Beschluss des Magistrats erlaubten Stengel, die naturwissenschaftliche und die prähistorische Sammlung seines Hauses an die entsprechenden Museen abzugeben. Die unter Stengels Leitung 1946 eröffnete Dauerausstellung stand ganz im Zeichen der Kunst- und Kulturgeschichte Berlins. Im Jahre 1949 setzte er seine 1931 begonnenen Experimente mit Tonträgern fort, die in den Ausstellungsräumen Erläuterungstexte abspielten.
Im nur unbedeutend beschädigten Ermelerhaus hatten sich bei Kriegsende spontan Dienststellen des Magistrats in die leeren Rokoko- und Ausstellungsräume eingenistet. Die ausgelagerte Ausstellung des Ermelerhauses, die zum Teil den Krieg überstanden hatte, durfte trotz der Bemühungen Stengels nicht in ihre Räume zurückkehren und das Haus stand ihm nicht länger zur Verfügung.
In den Jahren nach dem Krieg gab Stengel die Erträge seiner kulturhistorischen Forschungen in der Publikationsreihe Quellen-Studien zur Berliner Kulturgeschichte des Märkischen Museums heraus. Die Lektüre von Stengels Texten bezeichnet Winkler als „fesselnde Reise durch die Kulturgeschichte anhand eines Cicerone, dem an Kenntnis diesen speziellen Gebietes kaum jemand gleichkam“.
An seine Leistungen, die das Museum in den 1920er Jahren „sowohl zu einem Mittelpunkt der Forschung als auch zu einer volkstümlichen Bildungsstätte“ gemacht hatten, konnte Stengel nach Anfangserfolgen im Nachkriegsberlin nicht anknüpfen. Als Museumsdirektor geriet er mit den seit 1948 in Ost-Berlin endgültig tonangebenden SED-Kulturpolitikern in Konflikt, da seinem Museumskonzept die Betonung sozialgeschichtlicher Bezüge im Sinne des Marxismus-Leninismus fehlte. Darüber hinaus hatte Stengel öffentlich und in einer regierungsamtlichen Anhörung von Sachverständigen in scharfen Worten gegen die von der SED beabsichtigten Abrisse des Berliner Schlosses, des Ermelerhauses und des Nicolaihauses Stellung genommen. In seinem Beitrag erklärte er, mit dem Vorhaben sei ein glatter Mord bei ruhiger Überlegung geplant, und schloss ihn mit den Worten: Wenn man das ausführen will, was hier im Modell vor uns steht, dann soll man doch in der Konsequenz weiter gehen und auch den Namen der neuen Stadt ändern. Berlin ist es nicht mehr. Die SED verschwieg auch diesen Protest und vernichtete in den Monaten September bis Dezember 1950 das Schloss. Stengel gelang in den Stunden und in den Nächten zwischen den Sprengungen die Rettung der in den Kellerräumen des Schlosses eingelagerten Objekte.
Wegen seines Eintretens für die Erhaltung des Schlosses galt der Museumsdirektor Stengel in Ost-Berlin endgültig als fehl am Platz. Im Dezember 1952 wurde ihm die Entdeckung dreier Handzeichnungen Matthias Grünewalds im Bestand des Märkischen Museums zum Verhängnis. Das kunsthistorische Welt-Ereignis hatte Stengel ein in den Augen der DDR-Verantwortlichen unerträgliches Lob der Westpresse eingebracht, gekrönt durch ein Telefon-Interview der US-amerikanischen Time. Kurz vor Weihnachten 1952 besetzte die Volkspolizei (VP) das Märkische Museum und beschlagnahmte die Zeichnungen samt der Lutherbibel, in der Stengel sie gefunden hatte. In der Furcht, verhaftet zu werden, flüchtete das Ehepaar Stengel am 23. Dezember 1952 zum Sohn nach West-Berlin. Anschließende Verhöre mehrerer seiner Mitarbeiter durch die VP führten zu deren Kündigungen.

### Flucht nach West-Berlin und letzte Jahre
Stengels Flucht fiel zeitlich mit einer Fluchtwelle von DDR-Funktionären zusammen, die infolge des Slansky-Prozesses entstanden war. Am 7. Januar 1953 meldete der West-Berliner Abend lapidar, dass Stengel zurückgetreten sei, um den Ruhestand im Kreise der Familie zu genießen. Sein Pensionsanspruch wurde vom West-Berliner Senat nicht anerkannt, weil der Fluchtgrund Gefährdung von Leib, Leben und persönlicher Freiheit in seinem Falle nicht vorgelegen habe. Der Ost-Berliner Magistrat ließ Stengels persönlichen Besitz in Schöneiche beschlagnahmen und seine private Kunstsammlung einziehen. Nur das Inkrafttreten einer Novellierung des Notaufnahmegesetzes im Mai 1953 ermöglichte Stengel eine reguläre Altersversorgung. Stengel arbeitete bis zu seinem Tod am 11. August 1960 weiter an der bis dahin vom Märkischen Museum verlegten Publikationsserie Quellen-Studien zur Berliner Kulturgeschichte, die postum vom West-Berliner Verleger Bruno Hessling bis zum Band 18 fortgeführt wurde.
In einer Veröffentlichung des Märkischen Museums aus dem Jahre 1958 setzte Herbert Hampe, später Direktor des Museums, Stengels Wirken herab. Ihm wurde eine profaschistische Haltung bescheinigt, und er erschien als Unterstützer der faschistischen Rassenhetze durch die Denunziation Feists, wodurch insgesamt das Museum viel seines wissenschaftlichen Rufes eingebüßt habe. Das Märkische Museum ging 1995 im Zuge der mit der Wiedervereinigung Berlins verbundenen Umgestaltung des Museumswesens in der Stiftung Stadtmuseum Berlin auf. Zwischen August 1997 und April 1998 würdigte sie Stengel durch die Sonderausstellung Hommage à Walter Stengel / Bei Abriß und Umbau gerettet – aus Trümmern geborgen im Märkischen Museum und durch Veröffentlichungen im Jahrbuch 1997.
Als 1999 im Zusammenhang der Vereinigung von Ost- und West-Berliner Museen das Judensilber des Märkischen Museums zum Gegenstand der Vergangenheitsbewältigung wurde, erinnerte auch die Presse an Stengel. So schrieb Der Spiegel, dass auch Walter Stengel zugriff, als Museumsdirektoren die schönsten Stücke aussortieren durften und edle Schalen, Besteck, klassizistische Leuchter packte. Im Hinblick auf den Verlust nach 1945 wurde mitgeteilt: Allzu lohnend war der Raub nicht. Das Rest-Silber hätte Stengel zu DDR-Zeiten als Trophäe seiner „Rettungsaktion“, zu der er den Großeinkauf 1953 in der Haus-Chronik verklärte, genutzt, wobei es ihm nicht in den sozialistischen Sinn kam, die verwaisten Stücke etwa an jüdische Organisationen zu übergeben.
Eine besondere Ehrung durch die Stadt Berlin hat Stengel nicht erhalten.

## Schriften
- Das Taubensymbol des Hl. Geistes. Bewegungsdarstellung. Stilisierung. Bildtemperament (= Zur Kunstgeschichte des Auslandes. Heft 18). J. H. Ed. Heitz (Heitz & Mündel), Strassburg 1904 (Dissertation)
- Studien zur Geschichte der deutschen Renaissance-Fayencen, Sebald, Nürnberg 1912
- Holzschnitte im Kupferstichkabinett des germanischen National-Museums zu Nürnberg, Cassirer, Berlin 1913
- Chodowiecki-Ausstellung im Märkischen Museum 17. Okt. bis 25. Nov., Märkisches Museum, Berlin 1926
- Wilhelm von Humboldt-Gedächtnis-Ausstellung im Märkischen Museum, [Märkisches Museum], Berlin [1935]
- Führer durch das Ermeler-Haus, Breite Str. 11: Zweigstelle d. Märk. Museums, Hrsg. von d. Museumsverwaltung, Märkisches Museum, Berlin 1936
- Alte Wohnkultur in Berlin und in der Mark im Spiegel der Quellen des 16.-19. Jahrhunderts, Hessling, Berlin, 1958
- Guckkasten. Altberliner Curiosa. Mit einem Text von Edwin Redslob: In memoriam Walter Stengel (= Die kleinen de Gruyter-Bände Band 1). Walter de Gruyter & Co, Berlin 1962
- Zeitvertreib. Zehn Kapitel Berliner Kulturgeschichte. Walter de Gruyter, Berlin 1969
- Chronik des Märkischen Museums der Stadt Berlin. In: Eckart Hennig und Werner Vogel (Hrsg.): Jahrbuch für brandenburgische Landesgeschichte. 30. Band, Landesgeschichtliche Vereinigung für die Mark Brandenburg, Berlin 1979, S. 7–51 (hier zitiert als „Chronik“)
- „Zur Geschichte der Berliner Goldschmiedekunst“ (Textbearbeitung Albrecht Pyritz und Kurt Winkler). In: Reiner Güntzer (Hrsg.): Jahrbuch Stiftung Stadtmuseum Berlin, Band 3, 1997, Henschel Verlag, Berlin 1999, S. 211–260 (hier zitiert als „Goldschmiedekunst“)

Die Reihe zu den Erwerbungen des Märkischen Museums mit den Bänden:
- Neue Erwerbungen des Märkischen Museums. 1925 – Juni 1926.
- Zweiter Bericht über die neuen Erwerbungen. Sommer 1926 – Herbst 1927.
- Bericht über die Erwerbungen des Jahres 1928.
- Kulturgeschichtliche Erwerbungen 1929.
- Kulturgeschichtliche Erwerbungen des Jahres 1930.
- Kulturgeschichtliche Erwerbungen von Januar 1931 bis Ostern 1932.
- Kulturgeschichtliche Erwerbungen von Ostern 1932 bis Herbst 1933.
- Kulturgeschichtliche Erwerbungen von Herbst 1933 bis Weihnachten 1934.
- Kulturgeschichtliche Erwerbungen von Januar 1935 bis Ostern 1936.
- Kulturgeschichtliche Erwerbungen von Pfingsten 1936 bis Sommer 1937.
- Kulturgeschichtliche und stadtgeschichtliche Erwerbungen Herbst 1937 bis Weihnachten 1938.
- Erwerbungen 1939–1940.

erschien mit dem Untertitel Texte von (Walter) Stengel von 1926 bis 1941 in Berlin, im Selbstverlag des Märkischen Museums (1933: „Märkisches Provinzial-Museum“)
Die Reihe Quellen-Studien zur Berliner Kulturgeschichte:
- Gips-, Wachs- und Schatten-Bilder, Märkisches Museum, Berlin 1949
- Zeitvertreib. Spiele, Masken, Tierliebhabereien, Berlin: Märkisches Museum, 1950
- Tabatieren,: Märk. Museum, Berlin 1950
- Möbel, Märkisches Museum, Berlin 1950
- Brandenburgische Gläser,: Märkisches Museum, Berlin 1950
- Ein Kapitel von Körperpflege und Kleidung, Märkisches Museum, Berlin 1950
- Möbel, Märkisches Museum, Berlin 1950
- Öfen, Märkisches Museum, Berlin 1950
- Berliner Fayencen, Märkisches Museum, Berlin 1950
- Technik-Miscellen. Uhren und Berlocken, Märkisches Museum, Berlin 1950
- Zucker und Zuckergerät, Märkisches Museum, Berlin 1952
- Tapeten, Märkisches Museum, Berlin 1952
- Blumen, Märkisches Museum, Berlin 1952
- Garten-Figuren, Grotten, Märkisches Museum, Berlin 1952
- Zucker und Zuckergerät, Märkisches Museum, Berlin 1952
- Ein Kapitel vom Nahrungswesen, Märkisches Museum, Berlin 1952
- Freundschaft mit Hunden, Hessing Verlag, Berlin 1960
- Berliner Tafelfreuden, Bruno Hessling, Berlin 1961